# Shoshenq D
Shoshenq D là một vương tử sống vào thời kỳ Vương triều thứ 22 trong lịch sử Ai Cập cổ đại. Ông đảm nhận chức vụ Đại tư tế của Ptah tại Memphis dưới thời trị vì của vua cha, pharaon Osorkon II.

## Gia đình vương tộc
Shoshenq D là con trai trưởng của pharaon Osorkon II với vương hậu Karomama I. Shoshenq D còn có hai người anh em là Nimlot C và Hornakht, đều được phong Đại tư tế của Amun dưới thời vua cha, nhưng Hornakht chết yểu khi chưa được 10 tuổi.
Shoshenq D có một người con trai tên là Takelot B, là người kế nhiệm chức vị Đại tư tế của ông sau đó. Takelot B có con trai là Padiese, người này được phong làm "Thủ lĩnh của người Meshwesh" và tập tước Đại tư tế.

## Cuộc đời
Shoshenq D có lẽ là người kế nhiệm của một đại tư tế tên Merenptah Q, người đã thực hiện chôn cất bò thần Apis tại Saqqara vào năm thứ 14 của pharaon Takelot I (vua cha của Osorkon II). Dưới thời trị vì của Osorkon II, công việc đó được giao lại cho Shoshenq D. Bằng chứng là ông đã thực hiện nghi lễ này tại đền serapeum ở Saqqara vào năm thứ 23 trị vì của Osorkon II, sau khi vua cha tổ chức lễ hội Sed vào năm thứ 22.
Tuy là con trưởng và được chỉ định thừa kế ngai vàng, Shoshenq D đã mất trước khi Osorkon II băng hà không lâu. Ngai vàng sau đó thuộc về tay của Shoshenq III, một người không rõ mối quan hệ với gia đình vương tộc.
Tên của vua Shoshenq III được khắc trên tường mộ của Shoshenq D, có lẽ Shoshenq D được chôn cất dưới thời vua này. Dường như không có một cuộc đảo chính nào được ghi nhận ở tại thời điểm này, và hậu duệ của Shoshenq D vẫn tiếp tục đảm nhận vai trò tư tế qua ít nhất 4 đời nữa, nên ắt hẳn Shoshenq III phải là người kế vị hợp pháp, tức ông phải mang trong mình dòng máu vương tộc. Vì vậy, Shoshenq III có thể là một người con của Shoshenq D, và ông lên ngôi khi còn là một thiếu niên.

## Hiện vật
Shoshenq D còn được biết qua hai bức tượng, một bức hiện đang ở Bảo tàng Mỹ thuật Budapest (số hiệu 51.2050), còn bức kia hiện đang ở Bảo tàng Kunsthistorisches (Viên; số hiệu ÄS 5773). Bức tượng tại Budapest có ghi rõ thân thế và tước hiệu của ông: "Trưởng tử của bệ hạ, Đại tư tế của Ptah, người con trai của Lãnh chúa Hai vùng đất Usimare Stepenamun, con trai của thần Ra, Osorkon (II) Meryamun Si-Bast, mẹ là chánh cung Karomama". Bức tượng ở Viên đã mất đi khá nhiều chữ khắc, nhưng vẫn được nghĩ là của Shoshenq D.

## Ngôi mộ
Mộ của Shoshenq D được phát hiện vào năm 1942, nằm ở góc tây nam của đền thờ thần Ptah tại Memphis. Ngôi mộ được xây bởi nhiều khối, phiến đá đã được sử dụng từ trước, như một rầm cửa có khắc tên pharaon Tutankhamun và một tấm bia đá của pharaon Amenhotep III.
Mộ của Shoshenq D đã bị trộm đột nhập từ thời cổ đại. Ngoài cỗ quách bằng đá là nơi đặt thi hài của Shoshenq, 4 chiếc bình canopic bằng thạch cao tuyết hoa cùng với vài trăm bức tượng shabti cũng được tìm thấy trong hầm mộ.

## Sách tham khảo
- Aidan Dodson (2000), Monarchs of the Nile, Nhà xuất bản Đại học Hoa Kỳ tại Cairo, tr.166-167 ISBN 978-9774246005
- Aidan Dodson (2012), Afterglow of Empire: Egypt from the Fall of the New Kingdom to the Saite Renaissance, Nhà xuất bản Đại học Oxford, tr.104 ISBN 978-9774165313